# Néstor Ortiz
Néstor Ortiz Mena, född 20 september 1968, är en colombiansk före detta professionell fotbollsspelare som spelade som försvarare för fotbollsklubbarna Once Caldas, Deportes Tolima, Millonarios, Deportivo Pasto, Club Técnico Universitario, Itagüí FC, Independiente Santa Fe, Carabobo FC och Deportivo Anzoátegui mellan 1989 och 2007. Han spelade också åtta landslagsmatcher för det colombianska fotbollslandslaget mellan 1994 och 1996.